# David Bentley Hart
David Bentley Hart (nacido en 1965) es un filósofo estadounidense y teólogo ortodoxo cuyo trabajo abarca una gama amplia de temas y géneros. Ensayista prolífico, ha escrito en temas tan diversos como arte, literatura, religión, filosofía, cine, béisbol, y política. También es autor de ficción. Como erudito religioso, su trabajo interactúa cercanamente con la filosofía antigua, medieval y europea continental, teología sistemática filosófica, textos patristicos, y con la cultura, religión, literatura, filosofía y metafísica del sur y este de Asia. Su traducción del Nuevo Testamento fue publicada en 2017.
Notable debido a su estilo de prosa distintiva, humorística, pirotécnica y a menudo combativa, Hart ha sido descrito por el escritor conservador Matthew Walther como "nuestro más grande ensayista vivo". Ha escrito ensayos en temas tan diversos como Don Juan, Vladimir Nabokov, Charles Baudelaire, Victor Segalen, Leon Bloy, William Empson y béisbol. Dos de sus libros, A Splendid Wickedness and The Dream-Child's Progress, son colecciones dedicadas a ensayos no teológicos. También incluyen varias anécdotas..

## Conversión
Hart se convirtió a la edad de 18 años del anglicanismo al cristianismo ortodoxo. En 2017, formó parte de una comisión de teólogos ortodoxos para el patriarca ecuménico Bartolomé I, que trabajó en la ponencia “Para la vida del mundo: Hacia un ethos social de la Iglesia Orftodoxa”. Hart es invitado regularmente a trabajar con otros líderes de su Iglesia en todo el mundo.